# Anisodes falsareolaria
Anisodes falsareolaria là một loài bướm đêm trong họ Geometridae.